# 岩井恭平
岩井 恭平（1979年—），是日本輕小說作家，漫畫原案，出身於茨城縣水戶市。

## 作品

### 小說
- 『消閑的挑戰者』（角川Sneaker文庫）
- 『蟲之歌』（角川Sneaker文庫，台灣角川代理）
- 『蟲之歌bug』（角川Sneaker文庫，台灣角川代理）
- 『夏日大作戰』 ※電影的小說版（角川文庫，台灣角川、天闻角川代理）
- 『サイハテの救世主(暫譯：最後的救世主)』（角川Sneaker文庫）
- 『东京侵域』（角川Sneaker文庫）

### 漫畫原案
- 『OZ』（作畫：刻夜聖吾； MFコミックス アライブ，尖端出版代理）
- 『荷莉的妄想世界』（作畫：大庭下門，角川書店，台灣角川代理）

## 外部連結
- 岩井恭平的X（前Twitter）